# Fuagea
Fuagea é uma ilha localizada no arquipelágo de Tuvalu, na parte ao sudoeste do atol de Funafuti.
Fuagea juntamente com Tepuka é parte da Area Protegida Kogatapu (Protected Area Kogatapu), estabelecida em 1996 com a intenção de preservar a fauna natural e flora da área.